# Bartat
Bartat (en rus: Бартат) és un poble del krai de Krasnoiarsk, a Rússia, segons el cens del 2010 tenia 728 habitants. Pertany al districte municipal de Bolxaia Murtà.